# سیارک ۱۵۶۰۹
سیارک ۱۵۶۰۹ (به انگلیسی: 15609 Kosmaczewski، نامگذاری:2000GP124) پانزده هزار و ششصد و نهمین سیارک کشف شده‌است که در ۷ آوریل ۲۰۰۰ کشف شد.
قدر مطلق سیارک برابر ۱۲.۹ است.